# Сертификаты Microsoft
Сертификаты Microsoft — Корпорация Microsoft проводит международную сертификацию специалистов в различных областях, связанных с информационными технологиями, а также сертификацию аппаратного и программного обеспечения на предмет совместимости с продуктами Microsoft. Существуют также сертификационные программы для компаний,
являющихся бизнес-партнёрами Microsoft.

## Сертификация специалистов
Microsoft постоянно обновляет сертификационные экзамены при появлении новых версий программных продуктов. Поэтому для поддержания постоянного уровня своей квалификации специалист обязан вовремя отслеживать появление новых технологий и продуктов и сдавать тесты по этим обновлённым технологиям или версиям продуктов.
Программы сертификации включают:
Сертификации по предыдущим версиям программного обеспечения (до 2012 года)
- Microsoft Certified Desktop Support Technician (MCDST) — Сертифицированный специалист технической поддержки Microsoft
- Microsoft Certified Systems Administrator (MCSA) — Сертифицированный системный администратор Microsoft
- Microsoft Certified Database Administrator (MCDBA) — Сертифицированный администратор баз данных Microsoft
- Microsoft Certified Systems Engineer (MCSE) — Сертифицированный системный инженер Microsoft
- Microsoft Certified Application Developer (MCAD) — Сертифицированный разработчик приложений на основе продуктов Microsoft
- Microsoft Certified Solution Developer (MCSD) — Сертифицированный разработчик программных решений на основе продуктов Microsoft
- Microsoft Certified IT Professional (MCITP) — Сертифицированный IT-профессионал Microsoft
- Microsoft Certified Master (MCM) — Сертифицированный мастер Microsoft (отменена с 31 декабря 2013 года)
- Microsoft Certified Architect (MCA) — Сертифицированный архитектор Microsoft (отменена с 31 декабря 2013 года)
- Microsoft Certified Solution Master (MCSM) — Сертифицированный мастер-эксперт конечных решений на основе продуктов Microsoft. (отменена с 31 декабря 2013 года)

Сертификации по последним версиям программного обеспечения (введены в 2012 году)
- Microsoft Certified Solution Associate (MCSA) — Сертифицированный младший специалист по конечным решениям на основе продуктов Microsoft.
- Microsoft Certified Solution Expert (MCSE) — Сертифицированный эксперт по конечным решениям на основе продуктов Microsoft.
- Microsoft Certified Solution Developer (MCSD) — Сертифицированный разработчик конечных решений на основе продуктов Microsoft.

Сертификации, связанные с преподаванием и обучением основам работы с программным обеспечением Microsoft
- Microsoft Certified Trainer (MCT) — Сертифицированный инструктор Microsoft
- Microsoft Technology Associate (MTA) — Начинающий специалист Microsoft

Сертификации, связанные с офисными программными продуктами
- Microsoft Office Specialist (MOS) — Сертифицированный специалист Microsoft Office

## Сертификация аппаратного и программного обеспечения
Предусмотрены процедуры для получения следующих сертификатов:
- Certified for Windows — сертификат для программного обеспечения, совместимого с операционными системами линейки Windows
- Сертификаты для портов программного обеспечения, таких, например, как кодеки WMA и WMV